# Castiglion Fiorentino
Castiglion Fiorentino és un municipi italià, situat a la regió de Toscana i a la província d'Arezzo. L'any 2008 tenia 13.140 habitants.
La soprano Adelaide Cortesi (1825-1889), va passar els últims anys de la seva vida.

## Evolució demogràfica
1. ↑    - Enciclopèdia Espasa Volum núm. 15, pàg. 1048. (ISBN 84-239-4515-4)